# أيزاياه دي. كلاوسون
أيزاياه دي. كلاوسون هو سياسي أمريكي، ولد في 30 مارس 1822 في وودستاون في الولايات المتحدة، وتوفي بنفس المكان في 9 أكتوبر 1879. نشط حزبياً في Opposition Party (Southern U.S.) ‏ والحزب الجمهوري. وقد انتخب عضو جمعية نيوجيرسي العامة ‏ وانتخب عضو مجلس النواب الأمريكي ‏.